# Kolli-Berge
Die Kolli-Berge (Tamil கொல்லிமலை Kollimalai [ˈkolːimalɛi̯], engl. Kolli Hills) sind ein maximal ca. 1420 m hohes und in Teilen sehr zerklüftetes und deshalb stark bewaldetes Mittelgebirge im südindischen Bundesstaat Tamil Nadu. Die Briten erwählten das Gebiet als Hill Station für höhere Militärs und Zivilbeamte.

## Lage
Die Kolli-Berge liegen etwas nördlich des geographischen Zentrums Tamil Nadus. Nächstgelegene Stadt ist das etwa 26 km (Fahrtstrecke) südwestlich gelegene Namakkal; die Großstadt Tiruchirapalli befindet sich etwa 100 km südöstlich. Als höchste Erhebung gilt der Vettakaramalai mit seinen ca. 1420 m; die meisten Dörfer liegen in jedoch nur in Höhen von ca. 400 bis 700 m ü. d. M. In den Kolli-Bergen entspringen mehrere kleinere Flüsse; der größte ist der Swetha-Fluss aber auch der in südliche Richtung fließende Aiyaru-Fluss mit den Agaya-Gangai-Wasserfällen ist erwähnenswert.

## Bevölkerung
Die ein Gebiet von ca. 440 km² umfassenden Kolli-Berge sind nur sehr dünn besiedelt. Die Bevölkerung (ca. 42.000 im Jahr 2011) verteilt sich auf etwa 300 größere und kleinere Dörfer. Man spricht überwiegend Tamil, doch haben sich auch mehrere lokale und regionale Dialekte erhalten.

## Wirtschaft
Die Landwirtschaft spielt traditionell die größte wirtschaftliche Rolle in den Kolli-Bergen: Angebaut werden z. B. Jack-Frucht, Guaven, Bananen, Ananas sowie Reis, Kaffee und Kardamom. In jüngerer Zeit spielen auch die Forstwirtschaft und der – rein indische – Tourismus eine gewisse Rolle.

## Umwelt
Früher lebten Elefanten und Tiger in den weitgehend unzugänglichen Teilen des Gebirges; heute sind selbst Kragenbären, Stachelschweine und Hasen selten geworden. Die Pflanzenvielfalt ist hingegen noch weitgehend erhalten.

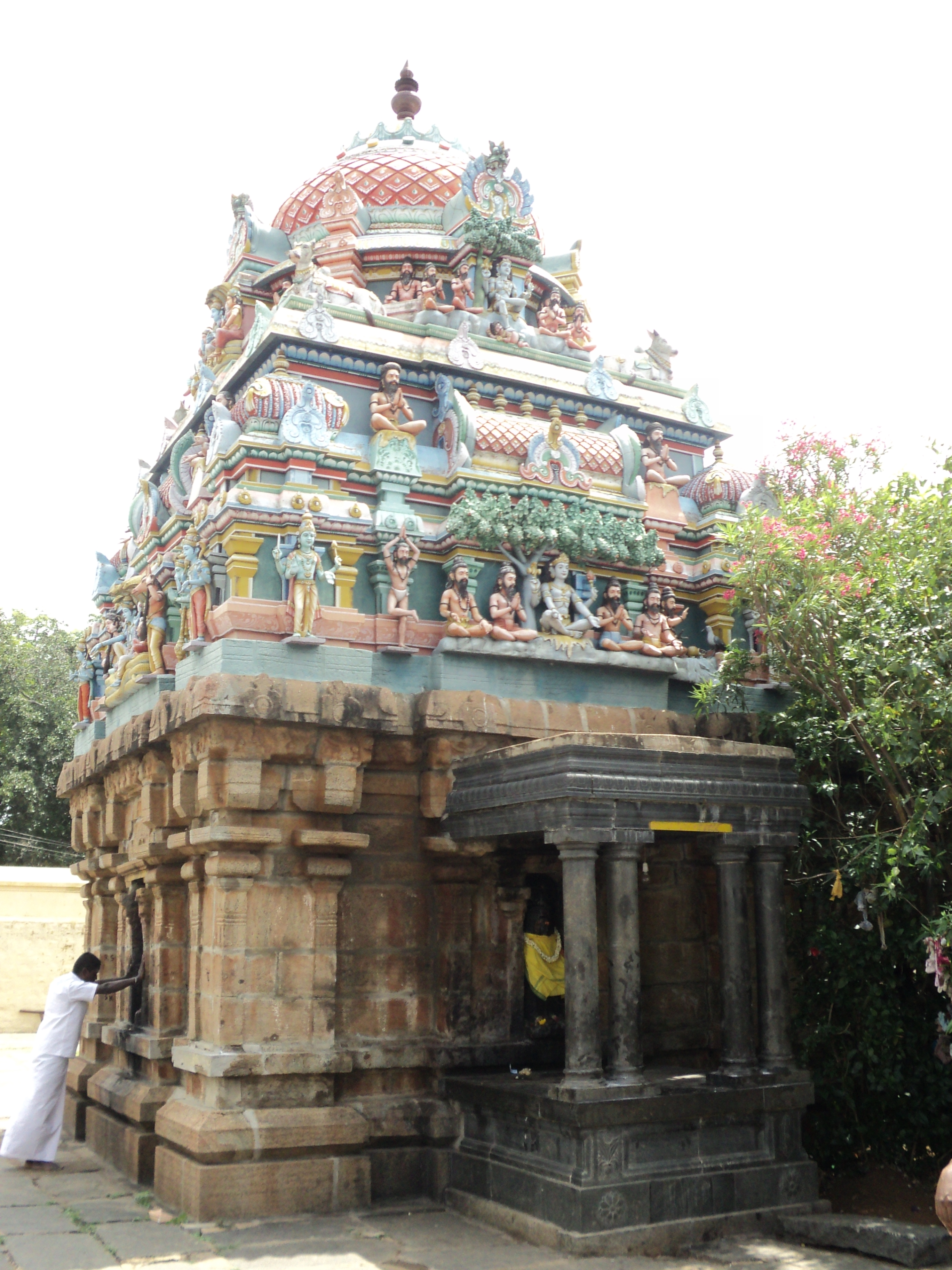
Arappalleeswarar-Temple

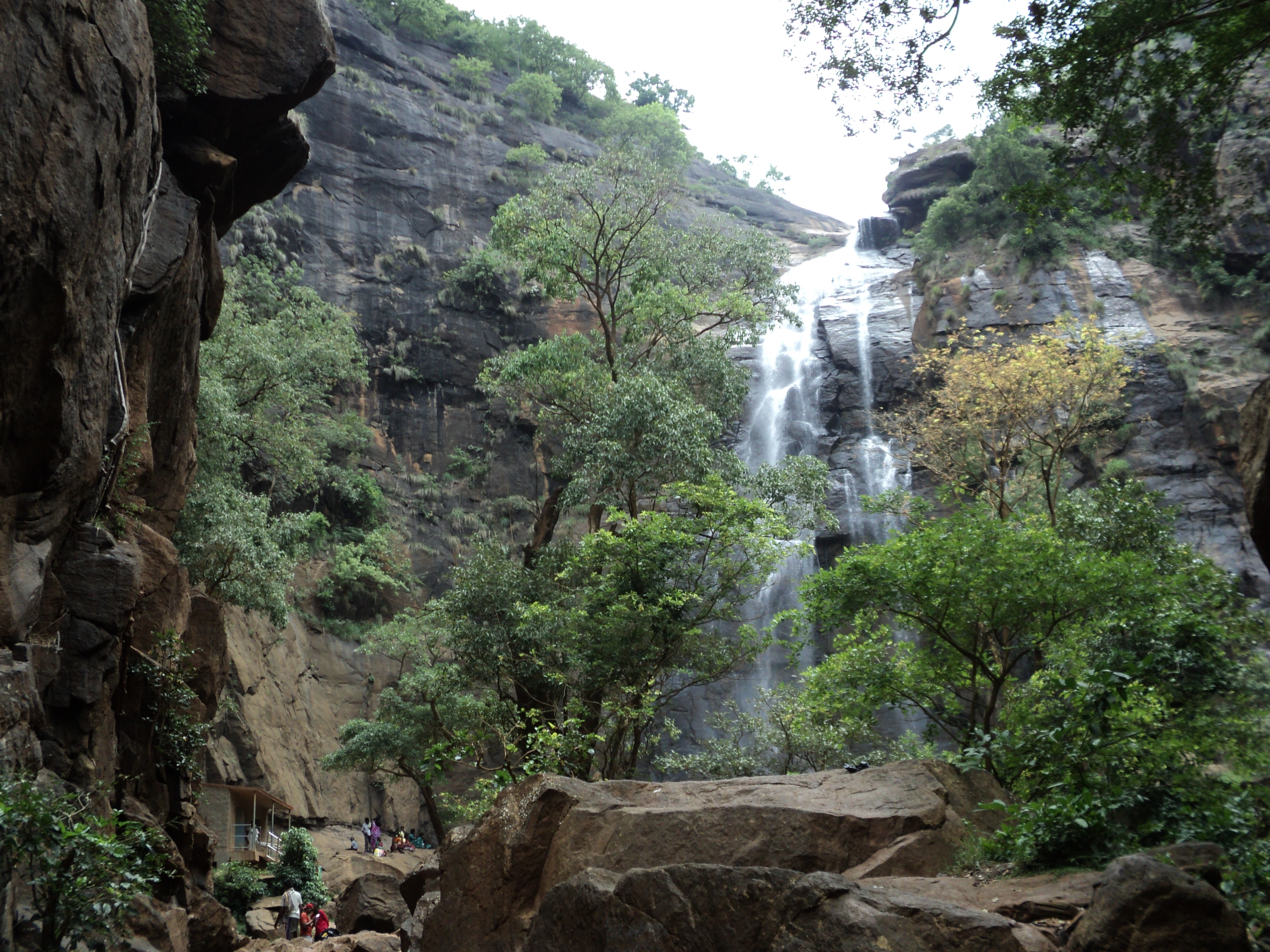
Agaya Gangai-Wasserfälle am Aiyaru-Fluss

## Religion
Wie nahezu bei allen Gebirgen, so hat der Volksglaube zahlreiche Legenden zu den Kolli-Bergen entwickelt; verehrt wurden hauptsächlich Naturgottheiten wie Schlangen, Bäume, Felsen und Höhlen. Nahe den Akasa-Gangai-Wasserfällen steht der dem Gott Shiva geweihte Arappalleeswarar-Tempel aus dem 12. Jahrhundert mit zahlreichen Veränderungen (vor allem in den Dachaufbauten) des 16. Jahrhunderts; es ist der einzige historische Tempelbau in den Kolli-Bergen, der einem hinduistischen Hochgott geweiht ist. Eine Göttin mit Namen Kolli Paavai oder Ettukkai Amman wurde ebenfalls lange Zeit verehrt.